# Lagisca pedroensis
Lagisca pedroensis är en ringmaskart som beskrevs av Hartman 1960. Lagisca pedroensis ingår i släktet Lagisca och familjen Polynoidae. Inga underarter finns listade i Catalogue of Life.